# Frontière entre le Burkina Faso et le Niger

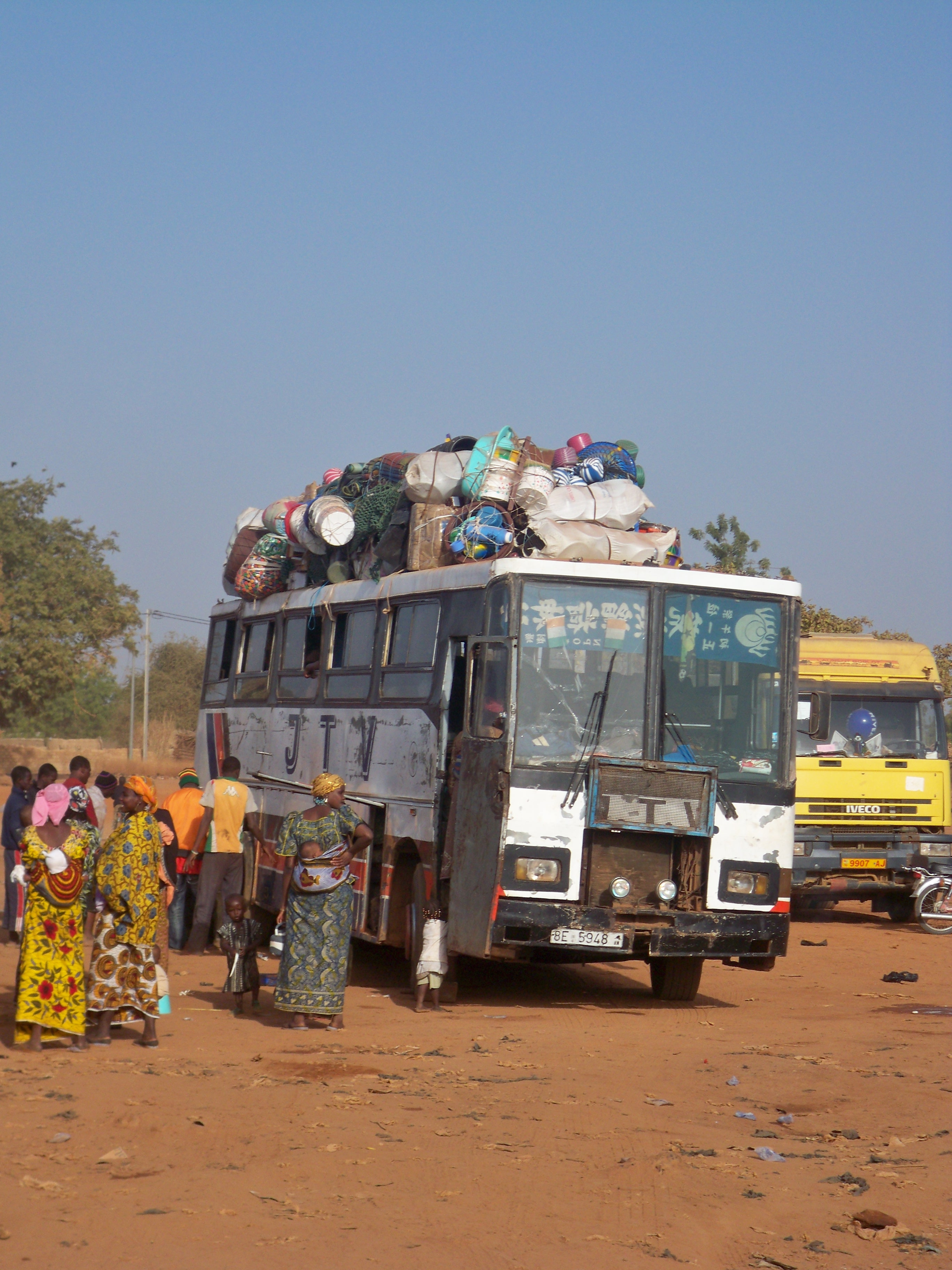
Un autocar au poste-frontière de Makalondi.

La frontière terrestre entre le Burkina Faso et le Niger est une frontière terrestre internationale continue longue de 628 kilomètres, qui sépare le territoire du Burkina Faso et celui du Niger, en Afrique de l'Ouest. Certaines portions de son tracé sont discutées, et ont été portées devant la Cour internationale de justice de La Haye par les présidents des deux pays à la suite d'une réunion qui s'est tenue à Ouagadougou en mars 2007. 
Défini par l'administration coloniale française, pour laquelle ce n'était qu'une limite administrative interne de l'AOF, ce tracé, longtemps contesté, sera modifié 2016. Dix-huit communes vont changer de pays : le Burkina Faso gagnera quatorze villages, contre quatre pour le Niger.

## Passages frontaliers
La frontière compte plusieurs passages frontaliers. Le plus fréquenté est le passage Sambalgou (BF) – Makalondi (Niger) qui se trouve sur la route principale Ouagadougou-Niamey (nationale 6).

## Communes frontalières

### Niger
Dix communes de la région de Tillabéri au Niger sont frontalières du Burkina Faso :
- Gorouol
- Bankilaré
- Téra
- Diagourou
- Dargol
- Gothèye
- Torodi
- Makalondi
- Ouro Guéladjo
- Tamou